# Marine mammal observer
Un marine mammal observer (MMO) è un professionista della consulenza ambientale specializzato in balene e delfini.
Negli ultimi anni c'è stata una crescente preoccupazione per l'effetto dell'inquinamento acustico provocato dall'uomo nell'oceano, in particolare sui cetacei che sono noti per essere sensibili al suono. Di conseguenza, sono state introdotte normative ambientali nel tentativo di minimizzare gli impatti negativi sulla fauna marina. Queste linee guida servono a regolamentare principalmente l'esplorazione sismica dell'industria petrolifera per la ricerca di giacimenti offshore. Esse si concentrano sulla pratica di ritardare o interrompere l'uso di cannoni ad aria compressa nel caso una balena o un delfino venga avvistato nelle vicinanze. Un MMO applicherà queste normative sul campo.
Quando è a bordo di una nave da ricerca sismica, l'MMO ha due ruoli principali:
- Individuazione di specie target sensibili.
- Controllare che si aderisca alle linee guida vigenti nell'area.

Individuare e identificare gli animali comporta lunghe ore di monitoraggi a vista. Rilevare i cetacei con gli idrofoni è noto come Passive Acoustic Monitoring (PAM), e questa è una tecnica sempre più comune utilizzata in aggiunta alle indagini visive. Garantire l'adesione alle linee guida richiede una conoscenza approfondita delle normative, una comprensione delle operazioni e la capacità di comunicare efficacemente con l'equipaggio. Gli MMO di solito hanno un forte background in biologia marina e conservazione. L'industria petrolifera sta adottando sempre più un atteggiamento di "migliore pratica" nei confronti dell'impegno ambientale e sta assumendo volontariamente MMO come osservatori indipendenti in aree in cui non esistono regolamenti governativi. In alcune circostanze le linee guida possono essere aperte all'interpretazione o alle condizioni ambientali uniche e l'MMO sarà chiamato a fornire consigli su un protocollo di mitigazione ragionevole.
Oltre all'industria di ricerca petrolifera, possono essere richiesti MMO anche durante altri tipi di lavori: smantellamento di piattaforme petrolifere, in cui le i piloni di piattaforme petrolifere dismessi sul fondo del mare vengono rimossi mediante l'uso di grandi quantità di esplosivi o progetti di costruzione navale e anche processi militari di potenti nuovi sistemi sonar attivi.
È probabile che il rumore prodotto dall'attività umana nell'ambiente oceanico aumenti e diventi un problema ambientale sempre più grande. La discussione su come ridurre al minimo gli effetti negativi del rumore su balene, delfini e altre specie marine continuerà senza dubbio tra industria, agenzie governative, militari, organizzazioni ambientaliste e accademici. Sarà l'MMO a metterlo in pratica sul campo.

### Linee guida per le misure di mitigazione durante le indagini sismiche
- ACCOBAMS https://web.archive.org/web/20181031005307/http://www.accobams.org/new_accobams/wp-content/uploads/2018/09/GL_impact_anthropogenic_noise.pdf
- Regno Unito http://jncc.defra.gov.uk/page-1534
- Irlanda http://www.npws.ie/en/media/NPWS/Publications/Marine/Media,5176,en.pdf%5Bcollegamento+interrotto%5D
- Nuova Zelanda http://www.doc.govt.nz/Documents/conservation/native-animals/marine-mammals/2013-seismic-survey-code-of-conduct.pdf%5Bcollegamento+interrotto%5D
- Canada https://web.archive.org/web/20100515113709/http://www.dfo-mpo.gc.ca/oceans-habitat/oceans/im-gi/seismic-sismique/statement-enonce_e.asp
- Australia https://web.archive.org/web/20110315132927/http://environment.gov.au/epbc/publications/pubs/seismic-whales.rtf
- Golfo del Messico http://www.gomr.mms.gov/homepg/regulate/regs/ntls/2007NTLs/07-g02.pdf Archiviato il 15 gennaio 2009 in Internet Archive.
- Associazione internazionale dei produttori di petrolio e gas: https://www.iogp.org/bookstore/product/recommended-monitoring-and-mitigation-measures-for-cetaceans-during-marine-seismic-survey-geophysical-operations/